# It's me, Jamala (пісня)
«It's me, Jamala» — промо-сингл української співачки Джамали, записаний у співпраці з музичним продюсером Євгеном Філатовим на студії «Major Music Box» восени 2010 року. Містить оригінальні та ретроверсії однойменної пісні українською й англійською мовами, а також чотири ремікси. У майбутньому ретроверсія англійською мовою ввійшла до альбому «For every heart».
Навесні 2017 року відбулася прем'єра нової версії пісні, випущеної окремим синглом. Вона ввійшла до збірного альбому «Fresh Hits Lato 2017», реліз якого здійснив польський лейбл «Magic Records».

## Музичне відео
Над кліпом на пісню «It's me, Jamala» Джамала співпрацювала з режисером Чарлі Штадлером та оператором Фрейзером Таггартом. Відео знімали протягом 20-21 вересня 2010 року в київському клубі «Бінго» та в будівлі Національної телекомпанії України. За сценарієм Джамала нестримно вривається в студію під час прямого етеру телевізійної програми й своїм виступом змінює перебіг шоу. Попри всі спроби зупинити її співачка виконує пісню, переміщуючись з одного майданчика на інший. А завершує свою композицію вже на власному концерті перед багатотисячною авдиторією. Для цього збудували масштабні декорації концертної зали та телевізійної студії 1960-х років. Бюджет кліпу склав 110 тис. дол. США.
Прем'єра відбулася в жовтні 2010 року в етері телеканалів «MTV Україна» та «M1».

## Список пісень
Автор слів Тетяна Скубашевська, автор музики Сусана Джамаладінова. 
| #  | Назва                                          | Тривалість |
| -- | ---------------------------------------------- | ---------- |
| 1. | «It's me, Jamala» (Original Album Version)     | 3:21       |
| 2. | «It's me, Jamala» (Retro Version)              | 3:19       |
| 3. | «It's me, Jamala» (Original Album Version Eng) | 3:16       |
| 4. | «It's me, Jamala» (Retro Version Eng)          | 3:19       |
| 5. | «It's me, Jamala» (Denis Binokl Remix)         | 5:35       |
| 6. | «It's me, Jamala» (The Maneken Remix)          | 4:19       |
| 7. | «It's me, Jamala» (T.a.y.n.a. Remix)           | 9:17       |
| 8. | «It's me, Jamala» (Katakomba Remix)            | 3:41       |

## Чарти
У середині листопада 2010 року ретроверсія пісні «It's me, Jamala» потрапила до українського «Airplay Chart Top 40». За п'ять тижнів перебування в хітпараді вона досягла щонайбільше 35 позиції. А в грудні до «World Chart Express» телеканалу «MTV European» потрапило музичне відео на цю пісню, сягнувши дев'ятої позиції.
| Чарт (2010)                        | Найвища позиція |
| ---------------------------------- | --------------- |
| Україна (Airplay Chart Top 40)     | 35              |
| MTV European (World Chart Express) | 9               |

## Історія релізу
| Дата           | Формат  | Лейбл                |
| -------------- | ------- | -------------------- |
| 14 квітня 2017 | Digital | Magic Records Poland |